# Bryhnia serricuspis
Bryhnia serricuspis là một loài Rêu trong họ Brachytheciaceae. Loài này được (Müll. Hal.) You F. Wang & R.L. Hu mô tả khoa học đầu tiên năm 2003.